# Blaise Ditu Monizi
 Blaise Ditu Monizi  (né à Kinshasa le 7 avril en 1969) est un homme politique de la République démocratique du Congo et député national, élu de la circonscription de Tshangu dans la province de Kinshasa,,,.

## Biographie
Ditu Monizi est né à Kinshasa le 7 avril 1969, élu député national dans la circonscription électorale de Tshangu dans la ville province de Kinshasa, il est membre du regroupement politique DO.